# Diether Kunerth
Diether Kunerth, né le 10 août 1940 à Freiwaldau et mort le 11 décembre 2024 à Ottobeuren, est un sculpteur et peintre allemand.

## Biographie
Diether Kunerth étudie de 1960 à 1967 à l'académie des beaux-arts de Munich et a pour professeur Heinrich Kirchner. Ensuite il crée son atelier à Ottobeuren. 
Convaincu de son importance en tant qu'artiste, la commune d'Ottobeuren construit pour lui, grâce au financement du Land de Bavière et de l'Union européenne, le Musée d'art contemporain Diether Kunerth (de) pour 4,7 millions d'euros, qui ouvre le 24 mai 2014.